# Estatuas de guerreros galaicos

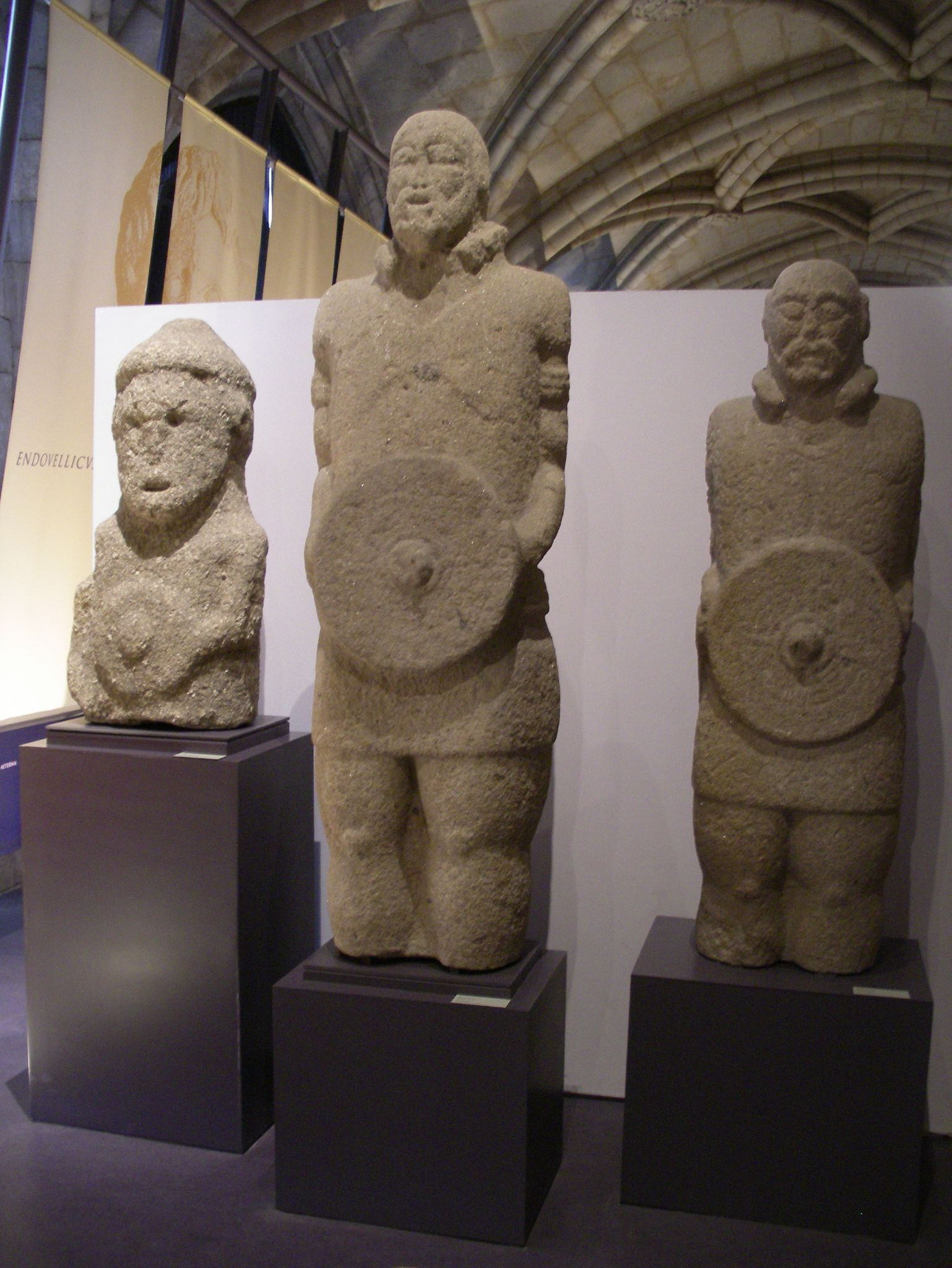
Estatuas de guerreros galaicos en el Museo Nacional de Arqueología de Portugal, en Lisboa.

Las estatuas de guerreros galaicos, también denominadas estatuas de guerreros galaico-lusitanos, lusitano-galaicos, lusitanos o de la Cultura castreña, son una serie de esculturas prerromanas de piedra, de tamaño natural que se han encontrado en el noroeste de la península ibérica. Las figuras, halladas principalmente en Galicia (España) y en el norte de Portugal, han sido interpretadas por Thomas G. Schattner como deidades guerreras protectoras, vestidas en la forma típica de los guerreros galaicos.
La datación de los guerreros galaicos o lusitanos sigue siendo discutida. Se considera la estela de São João de Ver, en la que solo está claramente formada la cabeza, como un predecesor. Los inicios de la creación de estas esculturas se data en los siglos IV o V a. C., a más tardar en el siglo III a. C.
En las estatuas aparecen representados torques que se corresponden con hallazgos de la zona. Sus puñales son idénticos a los encontrados en hallazgos arqueológicos de la Edad del Hierro de la Península. Es decir, se trata de representaciones de guerreros locales, que no tienen modelos romanos. Las inscripciones latinas muestran que todavía se erguían o estaban en uso en época romana, pero dificultan la datación. 
Las estatuas fueron encontradas en los castros de la Cultura castreña y han sido interpretados como guerreros o dioses. Su función como deidad la da el hallazgo de Sanfins, un hallazgo tan valioso como raro, en la que la muralla defensiva recuerda a la encontrada en la excavación arqueológica de Glauberg. Las esculturas también muestran una notable similitud con las esculturas celtas del Europa central, como el guerrero de Hirschlanden. 
Existe una buena colección de estas figuras en el Museo Nacional de Arqueología de Lisboa y en museos locales de Guimarães, Sanfins y Viana do Castelo. En el Museo Municipal de Viana do Castelo se encuentra la estatua de guerrero de São Paio de Meixedo, también conocida como «estatua de Viana» o «do Páteo da Morte», una de las tres piezas descritas por Emil Hübner en 1861.